# Sunn O)))

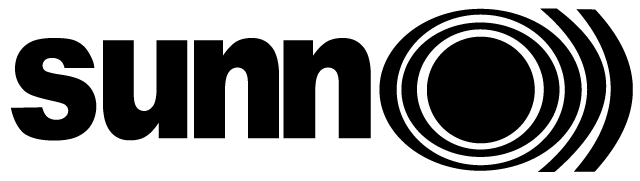
バンドのロゴ

Sunn O))) （サン）は、アメリカのドゥームメタルバンド。

## 概要
轟音によるドローンサウンドとダークなアンビエントの二面性を持つバンド。メンバーはKhanateのステファン・オマリーとGoatsnakeのグレッグ・アンダーソンの二人のギタリストで構成され、アルバムやライヴによって様々なコラボレーターを迎えている。特にメイヘムのヴォーカリストであるアッティラ・シハーや、実験音楽家のオーレン・アンバーチは頻繁にライヴやアルバムに参加している。なお、Sunn O)))という名前はかつて存在したアンプブランド「Sunn」に由来する。また、ロゴもアンプブランドのロゴマークと同一のものを用いている。

## ディスコグラフィ

### スタジオアルバム
- ØØ Void (CD 2000, 2xLP 2003)
- Flight of the Behemoth (CD & 2xLP 2002)
- White1 (CD & 2xLP 2003)
- White2 (CD & 2xLP 2004)
- Black One (CD 2005, 2xLP 2006)
- Monoliths & Dimensions (CD & 2xLP 2009)
- Kannon (2015)
- Life Metal (2019)
- Pyroclasts (2019)

### デモ
- The Grimmrobe Demos (1999, CD 2000, 2xPLP 2003, 2xLP 2004)
- Rehearsal Demo Nov 11 2011 (12" 2012)

### EP
- Veils It White (12" 2003)
- Cro-Monolithic Remixes for an Iron Age (12" 2004)
- Candlewolf of the Golden Chalice (12" 2005)
- Oracle (12", CD & 2xCD 2007)

### ライヴ・アルバム
- The Libations of Samhain (Bastet 2003)
- Live White (2xCD 2004)
- Live Action Sampler (2xCD 2004)
- La Mort Noir dans Esch/Alzette (2006) - 2006年ツアーで発売された限定盤
- Dømkirke (2xLP 2008)
- (初心) Grimmrobes Live 10100 (2009) - 2009年ツアーで発売されたカセット
- Live At Primavera Sound Festival 2009 On WFMU (Free Music Archive 2009)
- Agharti Live 09-10 (2011) - 限定LP

### 編集盤
- Angel Coma (LP 2006) - Earthとのスプリットアルバム
- Altar (CD 2006, 2xCD ltd. 5000 2006, 3xLP 2007) - BORISとのコラボレーション
- Sunn O))) Meets Nurse With Wound: The Iron Soul Of Nothing [2LP Edition] (Ideologic Organ 2011)
- Terrestrials (2014) - ウルヴェルとのコラボレーション
- Soused (2014) - スコット・ウォーカーとのコラボレーション

### シングル
- The Horn and the Spear (EMS remix) (Digital 2004)
- "Che" (with Pan Sonic) (2008)

### ボックスセット
- WHITEbox (2006) - White1/White2をセットにしたLP